# Liste von Söhnen und Töchtern der Stadt Istanbul
Die Liste von Söhnen und Töchtern der Stadt Istanbul enthält eine Übersicht bedeutender im heutigen Istanbul, ehemals Konstantinopel geborener Persönlichkeiten, aufgelistet in alphabetischer Reihenfolge.

## Geboren vor 1923

### A
- Abdülhamid II. (1842–1918), Sultan des Osmanischen Reiches
- Abdülmecid II. (1868–1944), letzter Kalif des Osmanischen Reiches
- Mkrtitsch Adschemian (1838–1917), armenischer Lyriker
- Arsène Aïdynian (1825–1902), armenisch-katholischer Ordensgeistlicher, Generalabt der Mechitaristen von Wien
- Ghevond Alişan (1820–1901), armenisch-katholischer Geistlicher, Wissenschaftler und Schriftsteller
- Anais (1872–1950), armenische Schriftstellerin
- Artin Pascha Tschrakian, Handels- und Außenminister in Ägypten armenischer Herkunft
- Leyla Achba (1898–1931), Prinzessin am osmanischen Hof
- Halide Edip Adıvar (1884–1964), türkische Dichterin, Revolutionärin und Schriftstellerin
- Aelia Pulcheria (399–453), Regentin des oströmischen Reiches
- Diran Alexanian (1881–1954), armenischer Cellist, Komponist und Musikpädagoge
- Alexios II. (1169–1183), byzantinischer Kaiser ab 1180
- Ferid Alnar (1906–1978), Komponist
- Andronikos III. (1297–1341), byzantinischer Kaiser ab 1328
- Eugène Michel Antoniadi (1870–1944), Astronom, der Karten von Mars und Merkur anfertigte
- Orhon Murat Arıburnu (1918–1989), Autor
- Hacı Arif Bey (1831–1885), osmanischer Komponist
- Walter Werner Arndt (1916–2011), US-amerikanischer Literaturwissenschaftler und Übersetzer
- Heranush Arshakian (1887–1905), armenische Lyrikerin
- Zabel Asadur (1863–1934), armenische Schriftstellerin
- Nihal Atsız (1905–1975), Autor
- Necdet Mahfi Ayral (1908–2004), türkischer Schauspieler
- Aristaces Azarian (1782–1855), armenisch-katholischer Ordensgeistlicher, Generalabt der Mechitaristen von Wien

### B
- Arsen Komitas Bagratuni (1790–1866), armenischer Lyriker
- Garabed Amira Balyan (1800–1866), Architekt
- Fahire Battalgazi (1902–1948), Ichthyologin und Hochschullehrerin
- Ümit Haluk Bayülken (1921–2007), Diplomat und Politiker
- Nihat Bekdik (1902–1972), Fußballspieler
- Lem'i Belger (* 1910), Zahnmediziner, Assistent von Alfred Kantorowicz und Professor für Zahnheilkunde in Istanbul
- Carl Franz Joseph Anton Benedek (1902–1967), österreichischer Künstler
- Aliye Berger, auch Aliye Berger-Boronai (1903–1974), Künstlerin
- Semiha Berksoy (1910–2004), Opernsängerin, Malerin und Schauspielerin
- Nora von Beroldingen (1889–1953), deutsche Journalistin
- Rosa Bertens (1861–1934), deutsche Theater- und Filmschauspielerin
- Aghavni-Zabel Binemeciyan (1865–1915), armenische Schauspielerin
- Agnes Bluhm (1862–1943), deutsche Ärztin
- Aydın Boysan (1921–2018), Architekt und Kolumnist
- Felix Busch, geboren als Felix Friedländer (1871–1938), deutscher Jurist, Landrat und Unterstaatssekretär

### C
- Fevzi Çakmak (1876–1950), Generalstabschef
- Domenico Caloyera (1915–2007), römisch-katholischer Erzbischof
- Cornelius Castoriadis (1922–1997), griechischer Psychoanalytiker, Jurist und Widerstandskämpfer
- Galip Cav (1921–1950), Radrennfahrer
- Sakallı Celâl (1886–1962), Istanbuler Original und Philosoph
- Melih Cevdet (1915–2002), Schriftsteller
- André Chénier (1762–1794), Dichter

### D
- Muhibbe Darga (1921–2018), Archäologin
- Daud Pascha Artin (1816–1873), osmanischer Gouverneur des Libanon armenischer Herkunft
- Eghia Demircibaşian (1851–1908), armenischer Schriftsteller
- Sirarpie Der Nersessian (1896–1989), armenische Kunsthistorikerin
- Agop Dilâçar (1895–1979), Professor und Turkologe
- Johannes Diodato (≈1640–1725), griechischer Handelsmann und Gründer des ersten Wiener Kaffeehauses

### E
- Habib Edib (1890–1968), Journalist und Zeitungsgründer
- Roxandra Edling (1786–1844), russische Hofdame
- Ismail Enver (1881–1922), Politiker, General und Kriegsminister des Osmanischen Reichs, jungtürkischer Nationalist
- Ulvi Cemal Erkin (1906–1972), Komponist
- Mehmet Âkif Ersoy (1873–1936), Dichter
- Semavi Eyice (1922–2018), Kunsthistoriker und Byzantinist

### F
- Henri Fayol (1841–1925), Bergbauingenieur
- Tevfik Fikret (1867–1915), türkischer Dichter

### G
- Zaruhi Galemkarian (1874–1971), armenische Schriftstellerin
- İlham Gençer (1922–2023), Jazzmusiker und Hörfunkmoderator
- Charles Gérard (1922–2019), französischer Filmschauspieler und Regisseur armenischer Herkunft
- Vladimir Ghika (1873–1954), rumänischer Diplomat, römisch-katholischer Geistlicher und seliggesprochener Märtyrer
- Muammer Gözalan (1903–1985), Schauspieler
- Calouste Gulbenkian (1869–1955), armenischer Erdöl-Industrieller und Philanthrop

### H
- Ahmed Hikmet (1870–1927), türkischer Schriftsteller
- Alfred Huber (1910–1986), deutscher Fußball-Nationalspieler

### I
- Ibrahim Derwisch Pascha (1817–1896), türkischer General
- Halil İnalcık (1916–2016), türkischer Historiker
- Indra (1875–1921), armenischer Schriftsteller
- Hagop Iskender (1871–1949), armenisch-türkischer Fotograf

### J
- Jeruhan (1870–1915), armenischer Schriftsteller
- Zabel Jesajan (1878–1943), armenische Schriftstellerin
- Johannes II. (1087–1143), byzantinischer Kaiser
- Johannes VI. (≈1295–1383), byzantinischer Kaiser
- Johannes VIII. (1392–1448), byzantinischer Kaiser
- Julian (331/32–363), römischer Kaiser von 361 bis 363

### K
- Srpuhi Nschan Kalfayan (1822–1889), armenische Ordensgründerin
- Orhan Veli Kanık (1914–1950), Dichter
- Haydar Karaer (1920–2014), Schauspieler
- Melikof Karaian (1938–2023), armenischer Komponist und Musikpädagoge
- Jeranuhi Karakaschian (1848–1924), armenische Schauspielerin
- Verkine Karakaschian (1856–1933), armenische Schauspielerin
- Elia Kazan (1909–2003), US-amerikanischer Regisseur und Schriftsteller
- Schamram Kelleciyan (1870–1955), armenische Chansonsängerin
- Anna Komnena (1083–1154), byzantinische Historikerin
- Yeremia Tschelebi Kömürdjian (1637–1695), armenischer Dichter, Drucker, Historiker, Pädagoge, Musiker, Miniaturist und Übersetzer
- Konstantin VII. (905–959), byzantinischer Kaiser
- Fahri Korutürk (1903–1987), Politiker, Admiral, Botschafter der Türkei in Russland und Spanien und 6. Präsident der Republik Türkei
- Richard von Kühlmann (1873–1948), deutscher Diplomat
- Ohannes Pascha Kuyumdschian (1858–1933), letzter armenisch-osmanischer Gouverneur des Libanon

### L
- Hans Lange (1884–1960), deutsch-US-amerikanischer Dirigent (u. a. Chicago Symphony Orchestra)
- Theotoros Laptschindschian (1873–1928), armenischer Autor und Forscher
- Leo VI. (866–912), byzantinischer Kaiser seit 886
- John P. Livadary (1896–1987), US-amerikanischer Tontechniker beim Film

### M
- Sabri Mahir (1890–?), türkischer Fußballspieler, Boxer und Boxtrainer
- Mahmud II. (1785–1839), 1808 bis 1839 Sultan des Osmanischen Reiches
- Theodor Makridi (1872–1940), griechisch-türkischer Archäologe
- Arif Müfid Mansel (1905–1975), türkischer Klassischer Archäologe
- Haiganouche Mark (1883–1966), armenische Frauenrechtlerin, Lehrerin, Journalistin und Schriftstellerin
- Julius Martow (1873–1923), russischer Politiker
- Mehmed Emin Ali Pascha (1815–1871), osmanischer Staatsmann
- Gençay Menge (* 1989), Tischtennisspieler
- Ahmet Muhtar Merter (1891–1959), Widerstandskämpfer gegen die griechische Besatzung im Griechisch-Türkischen Krieg
- Michael I. (≈1000–1059), Patriarch von Konstantinopel
- Michael III. (839–867), byzantinischer Kaiser
- Mardiros Minakyan (1837–1920), armenischer Schauspieler, Theaterregisseur und Gründer des modernen türkischen Theater
- Michael Psellos (1017/18–≈1078), byzantinischer Historiker
- Leone Minassian (1905–1978), italienischer Maler armenischer Abstammung
- Abraham Constantin Mouradgea d’Ohsson (1779–1851), französisch-armenischer Mongolist
- Murad V. (1840–1904), Sultan des Osmanischen Reiches
- Jerry Murad (1918–1996), US-amerikanischer Mundharmonikaspieler

### N
- Nerses II. Varjapetian (1837–1884), armenischer Kirchenführer
- Aziz Nesin (1915–1995), Pädagoge und Schriftsteller
- Ahmed Nihad (1883–1954), osmanischer Prinz
- Nikephoros III. (≈1010–1081), byzantinischer Kaiser
- Nureddin al-Dscherrahi (1678–1721), islamischer Mystiker und Gründer des Dscherrahi-Derwisch-Ordens

### O
- Olympias von Konstantinopel (≈368–408), Diakonin und Äbtissin
- Malachia Ormanian (1841–1918), armenischer Kirchenführer

### P
- Alexandra Paschalidou-Moreti (1912–2010), griechische Architektin
- Fatma Pesend (1876–1924), 11. Gemahlin von Sultan Abdülhamid II.
- Photius I. (820–891), Patriarch von Konstantinopel
- Mario Prassinos (1916–1985), griechisch-französischer Maler
- Proklos (412–485), griechischer Philosoph

### R
- Erwin H. Rainalter (1892–1960), österreichischer Schriftsteller
- Mustafa Reşid Pascha (1800–1858), osmanischer Politiker

### S
- Ara Sargsjan (1902–1969), osmanisch-sowjetischer Bildhauer und Hochschullehrer
- Leylâ Saz (1850–1936), türkische Komponistin
- Levon Schant (1869–1951), armenischer Dramatiker, Schriftsteller, Dichter, und Gründer der „Stiftung der nationalen Kultur“
- Abdur-Rahman Scheref (1853–1925), Historiker und Politiker
- Rudolph Schildkraut (1862–1930), US-amerikanisch-österreichischer Filmschauspieler
- Koharik Schirinian (1865–1935), armenische Schauspielerin
- Sokrates Scholastikos (4./5. Jahrhundert), christlicher Kirchenhistoriker
- Süleyman Seyyid (1842–1913), Maler und Kunstpädagoge
- Shahan Shahnour (1903–1974), armenischer Schriftsteller
- Levon Shant (1869–1951), armenischer Schriftsteller
- Siamanto (1878–1915), armenischer Lyriker
- Menelaos Stefanides (1923–2007), Autor
- Ferdinand-Wilhelm von Stein-Liebenstein zu Barchfeld (1895–1953), deutscher Offizier, Generalmajor der Luftwaffe
- Süleyman II. (1642–1691), von 1687 bis 1691 Sultan des Osmanischen Reiches

### T
- Haldun Taner (1915–1986), türkischer Schriftsteller
- Tatyos Efendi (1855–1913), Komponist
- Johannes Tcholakian (1919–2016), armenisch-katholischer Erzbischof
- Vahan Tekeyan (1878–1945), armenischer Lyriker
- Tovmas Terzian (1840–1909), armenischer Librettist und Schriftsteller
- Theodora Komnena (1145/46 – nach 1185), Königin von Jerusalem
- Theophanes, byzantinischer Mönch und Geschichtsschreiber
- Mikayel Tschamtschian (1738–1823), armenischer Autor und Historiker
- Minas Tscheras (1852–1929), armenischer Schriftsteller und Politiker
- Kaspar Tscherasian († 1821), armenischer Politiker
- Onnik Tschifte-Saraf (1874–1932), armenischer Schriftsteller
- Arschak Tschobanjan (1872–1954), armenischer Schriftsteller und Publizist
- Talat Tunçalp (1915–2017), Radrennfahrer
- Bedros Turian (1851–1872), armenischer Lyriker
- Johannes Tzimiskes (924–976), byzantinischer Kaiser

### V
- Ulya Vogt-Göknil (1921–2014), Architekturhistorikerin

### Y
- Ali Sami Yen (1886–1951), Gründer des Fußballvereins „Galatasaray Spor Kulübü“
- Alexander Ypsilantis (1792–1828), russischer General im Kampf um die Unabhängigkeit Griechenlands
- Dimitrios Ypsilantis (1793–1832), Dragoman, Offizier der russischen Zarenarmee in der Region Moldau und erster Feldmarschall des modernen Griechenlands

### Z
- Marcel Zanini (1923–2023), französischer Musiker
- Zekai Dede (1825–1897), türkischer Komponist
- Krikor Zohrab (1861–1915), armenischer Schriftsteller und osmanischer Parlamentarier

## Geboren nach Gründung der Republik Türkei (1923)

### A
- Korhan Abay (* 1954), Schauspieler
- Farah Zeynep Abdullah (* 1989), Schauspielerin
- Sarp Ağabigün (* 1997), Tennisspieler
- Metin Ahunbay (1935–2014), Architekturhistoriker
- Nihat Akbay (1945–2020), Fußballtorhüter
- Deniz Akbulut (* 1960), Schauspielerin
- Lale Akgün (* 1953), deutsche Politikerin
- Yunus Akgün (* 2000), Fußballspieler
- Feride Hilal Akın (* 1996), Sängerin
- Belkıs Akkale (* 1954), Sängerin
- Deniz Akkaya (* 1977), Schauspielerin und Model
- İlkay Akkaya (* 1964), Sängerin
- Efe Akman (* 2006), Fußballspieler
- Hamza Akman (* 2004), Fußballspieler
- Uğur Aktaş (* 1995), Karateka
- Fatih Akyel (* 1977), Fußballspieler
- Gaye Su Akyol (* 1985), Künstlerin
- Kerem Can Akyüz (* 1989), Fußballspieler
- Derya Alabora (* 1959), Schauspielerin
- Buket Alakuş (* 1971), Regisseurin
- Zeki Alasya (1943–2015), Schauspieler, Filmregisseur und Drehbuchautor
- Eren Albayrak (* 1991), Fußballspieler
- Atilla Aldemir (* 1975), Violinist
- Ayşegül Aldinç (* 1957), Sängerin und Schauspielerin
- Alişan (* 1976), Sänger und Schauspieler
- Emre Altuğ (* 1970), Sänger und Schauspieler
- İrem Altuğ (* 1980), Schauspielerin
- Hakan Altun (* 1972), Sänger
- Tuna Altuna (* 1989), Tennisspieler
- Refik Anadol (* 1985), türkisch-amerikanischer Medienkünstler und Architekt
- Can Arat (* 1984), Fußballspieler
- Genco Arı (* 1983), Jazz- und Fusionmusiker, Musikproduzent
- Engin Arık (1948–2007), Physikerin
- Gizem Arıkan (* 1993), Schauspielerin
- Eşref Armağan (* 1955), Maler
- Işık Kaan Arslan (* 2001), Fußballspieler
- Yüksel Arslan (1933–2017), türkisch-französischer Künstler
- Kaan Arslanoğlu (* 1959), Schriftsteller
- Can Artam (* 1981), Rennfahrer
- Duygu Asena (1946–2006), Journalistin, Schriftstellerin und Frauenrechtlerin
- Suat Atalık (* 1964), Schachmeister
- Ceylan Avcı (* 1974), Sängerin
- Ayben (* 1982), Rapperin
- Naz Aydemir (* 1990), Volleyballspielerin
- Yalçın Ayhan (* 1982), Fußballspieler
- Safiye Ayla (1907–1998), Sängerin
- Şilan Ayyıldız (* 1999), Mittelstreckenläuferin

### B
- Doğan Babacan (1930–2018), Fußballspieler und -schiedsrichter
- Diclehan Baban (1934–1978), Schauspielerin
- Ali Müfit Bahadır (* 1947), deutscher Chemiker
- Aziz Bahriyeli (1931–2015), Hāfiz
- Kartal Balaban (* 1980), Schauspieler und Fernsehmoderator
- Arzu Balkan (* 1972), Schauspielerin und Synchronsprecherin
- Sedat Balkanlı (1965–2009), Fußballspieler
- Metehan Baltacı (* 2002), Fußballspieler
- Can Bartu (1936–2019), Fußballspieler
- Sevda Baş (* 1996), Schauspielerin
- Oya Baydar (* 1940), Schriftstellerin und Journalistin
- Beta Berk Bayındır (1989–2022), Rapper und Songwriter
- Burak Bedikyan (* 1978), Jazzmusiker
- Doğa Bekleriz (* 1976), Schauspielerin und Model
- Emre Belözoğlu (* 1980), Fußballspieler
- Esther Benbassa (* 1950), französische Historikerin, Hochschullehrerin und Politikerin (Grüne)
- Jess Benhabib (* 1948), Wirtschaftswissenschaftler und Hochschullehrer
- Seyla Benhabib (* 1950), Professorin für politische Theorie
- Yavuz Bingöl (* 1964), Sänger
- Sevan Boyaciyan (* 1966), armenisch-deutscher Konzertgitarrist
- Okan Buruk (* 1973), Fußballspieler
- Mehmet Yaşar Büyükanıt (1940–2019), Generalstabschef
- Tuba Büyüküstün (* 1982), Schauspielerin

### C
- Hakan Can (* 1972), deutscher Schauspieler
- Sibel Can (* 1970), Sängerin
- Timuçin Caymaz (1928–2000), Schauspieler und Synchronsprecher
- Çelik (* 1966), Sänger
- Hayko Cepkin (* 1978), Musiker
- Burak Çevik (* 1993), Drehbuchautor, Filmregisseur und Filmproduzent
- Ceza (* 1976), Rapper
- İsmail Cem (1940–2007), Journalist und Politiker
- Nuri Bilge Ceylan (* 1959), Filmregisseur, Drehbuchautor, Filmproduzent und Fotograf
- Tansu Çiller (* 1946), Politikerin
- Sabiha Çimen (* 1986), Fotografin
- Nevin Çokay (1930–2012), Malerin
- Cengiz Coşkun (* 1982), Model und Schauspieler

### D
- Vahakn N. Dadrian (1926–2019), armenischer Soziologe
- Canan Dağdeviren (* 1985), Physikerin
- Oğuz Dağlaroğlu (* 1979), Fußballtorhüter
- Merve Daşdemir (* 1987), Musikerin
- Betül Demir (* 1980), Popsängerin
- Mert Demir (* 1993), Popmusiker
- Olcay Demir (* 1985), Fußballtrainer
- Volkan Demirel (* 1981), Fußballtorhüter
- Baran Demiroğlu (* 2005), Fußballspieler
- Uğur Demirok (* 1988), Fußballspieler
- Yıldırım Demirören (* 1964), Geschäftsmann
- Burak Deniz (* 1991), Schauspieler und Model
- Nermin Denizci (* 1955), Schauspielerin
- Hasan Dere (* 1984), Schauspieler
- Oktay Derelioğlu (* 1975), Fußballspieler
- İrem Derici (* 1987), Sängerin
- Kemal Derviş (1949–2023), Wirtschaftswissenschaftler und Politiker
- Murat Didin (* 1955), Basketballtrainer
- Yalın Dilek (* 2006), Fußballspieler
- Ömer Diler (1945–2005), Numismatiker und Autor
- Deniz Dilmen (* 2005), Fußballtorhüter
- Zeynep Dizdar (* 1976), Sängerin
- Burhan Cahit Doğançay (1929–2013), türkisch-amerikanischer Maler und Fotograf
- Kenan Doğulu (* 1974), Sänger
- Ozan Doğulu (* 1972), Musikproduzent
- Güler Duman (* 1967), Sängerin
- Tolga During (* 1977), Jazz- und Weltmusiker
- Ercan Durmaz (* 1965), Schauspieler
- Nükhet Duru (* 1954), Sängerin und Schauspielerin

### E
- Ihsan Ece (* 1949), deutsch-türkischer Maler und Objektkünstler
- Bülent Ecevit (1925–2006), sozialdemokratischer Politiker der Türkei
- Zerrin Egeliler (* 1942 oder 1949), Pornodarstellerin
- Nazım Ekren (* 1956), Politiker
- Arslan Ekşi (* 1985), Volleyballspieler
- Emir (* 1980), Sänger
- Leyla Erbil (1931–2013), Schriftstellerin
- Gülgün Erdem (* 1951), Schauspielerin
- Eda Erdem Dündar (* 1987), Volleyballspielerin
- Orhan Erdemir (* 1963), Fußballschiedsrichter und -funktionär
- Bahar Erdeniz (* 1950), Schauspielerin und Model
- Özdemir Erdoğan (* 1940), Jazz- und Unterhaltungsmusiker
- Recep Tayyip Erdoğan (* 1954), Politiker (AKP), Ministerpräsident und aktueller sowie 12. Präsident der Republik Türkei
- Ayla Erduran (1934–2025), Geigerin
- Korhan Erel (* 1973), Improvisationsmusiker
- Sertab Erener (* 1964), Popsängerin, Gewinnerin des Eurovision Song Contest 2003
- Gülben Ergen (* 1972), Popsängerin und Schauspielerin
- Gülçin Ergül (* 1985), Popsängerin und Schauspielerin
- Kudsi Ergüner (* 1952), Nay-Spieler und Komponist
- Yesim Erim (* 1960), deutsche Psychoanalytikerin und Professorin
- Hafize Gaye Erkan (* 1982), türkisch-US-amerikanische Bankerin und Managerin
- Ayse Erkmen (* 1949), Objektkünstlerin und Bildhauerin
- Fatih Erkoç (* 1953), Jazz- und Popmusiker
- Hikmet Ersek (* 1961), Manager
- Bülent Ersoy (* 1952), Sängerin
- Mehmet Ersoy (* 1968), Politiker und Unternehmer
- Muazzez Ersoy (* 1958), Sängerin
- Markar Esayan (1969–2020), Schriftsteller und Journalist und Politiker
- Aydın Esen (* 1962), Jazzmusiker und Komponist
- Hülya Esen (* 1989), Tennisspielerin
- İdil Eser (* 1963), Vorsitzende von Amnesty International in der Türkei
- Yonca Evcimik (* 1963), Popmusikerin
- Mehmet Eymür (1943–2024), Geheimdienstmitarbeiter

### F
- Emin Fındıkoğlu (* 1940), Jazzmusiker
- Önder Focan (* 1955), Jazzmusiker
- Christo Fotew (1934–2002), bulgarischer Schriftsteller
- Adelina von Fürstenberg, geborene Cüberyan (* 1946), Schweizer freie Kuratorin
- Füruzan (1932–2024), Schriftstellerin

### G
- Kostas Gavroglu (* 1947), Politiker, Wissenschaftshistoriker und Philosoph
- Mete Gazoz (* 1999), Bogenschütze
- Leyla Gencer (1928–2008), Opernsängerin
- Murat Gerger (* 1971), Fußballspieler
- Tülay German (* 1935), Sängerin
- Fatma Girik (1942–2022), Schauspielerin und Politikerin
- Gökçe (* 1979), Pop-Rock-Musikerin
- Yılmaz Gökdel (1940–2019), Fußballspieler und -trainer
- Demir Gökgöl (1937–2012), Schauspieler
- Göksel (* 1971), Popsängerin
- Deniz Gözen (* 1990), Schauspielerin
- Melis Gözen (* 1990), Schauspielerin
- Heinz Grossekettler (1939–2019), deutscher Volkswirt
- Ara Güler (1928–2018), armenischer Fotograf
- Esra Gülmen (* 1986), Künstlerin und Designerin
- Gülşen (* 1976), Popsängerin
- Necip Gülses (* 1952), Musiker, Komponist und Musikpädagoge
- Ebru Gündeş (* 1974), Sängerin
- Fuat Güner (* 1948), Musiker
- Güneş (* 1999), Musikerin
- Nilbar Güreş (* 1977), Künstlerin
- Ayhancan Güven (* 1998), Automobilrennfahrer
- Serpil Güvenç (* 1948), Autorin, Übersetzerin und Politikerin
- Tuğba Güvenç (* 1994), Mittelstrecken- und Hindernisläuferin

### H
- Tunç Hamarat (* 1946), österreichischer Schachspieler türkischer Abstammung
- Şeref Has (1936–2019), Fußballspieler und -funktionär
- Ediz Hun (* 1940), Schauspieler und Politiker
- Katja Husen (1976–2022), deutsche Biologin und Politikerin

### I
- Cem İlkel (* 1995), Tennisspieler
- Robert Ikiz (* 1979), Jazz- und Fusionmusiker
- Abdulselam İmük (* 1999), Geher
- Abdi İpekçi (1929–1979), Journalist und Chefredakteur
- Volkan Işık (* 1967), Rallyefahrer

### J
- Manfred Jenke (1931–2018), deutscher Journalist und Publizist

### K
- Hayati Kafe (* 1941), schwedischer Jazz- und Unterhaltungsmusiker
- Nihat Kahveci (* 1979), Fußballspieler
- Fedon Kalyoncu (* 1946), Sänger
- Cemal Kamacı (* 1943), Profiboxer
- Cenk Kangöz (* 1974), Schauspieler
- Yıldız Kaplan (* 1970), Sängerin und Schauspielerin
- Cem Karaca (1945–2004), Rockmusiker
- Reyhan Karaca (* 1970), Sängerin
- Batuhan Karacakaya (* 1997), Schauspieler
- Derya Karadaş (* 1981), Schauspielerin
- Saim Karakale (* 1988), Schauspieler
- Doğa Karakaş (* 2002), Schauspieler
- Işıl Karakaş (1958–2024), Rechts- und Politikwissenschaftlerin, Vizepräsidentin des Europäischen Gerichtshofs für Menschenrechte
- İlkan Karaman (1990–2024), Basketballspieler
- İrem Karamete (* 1993), Fechterin
- Songül Karlı (* 1973), Sängerin und Moderatorin
- Erhan Can Kartal (* 1998), Schauspieler
- Tchéky Karyo (* 1953), französischer Filmschauspieler
- Mehmet Kasapoğlu (* 1976), Politiker
- Ida Kavafian (* 1952), US-amerikanische Geigerin, Bratschistin und Musikpädagogin
- Seray Kaya (* 1991), Schauspielerin
- Aram Kerovpyan (* 1953), Kanunspieler, Sänger und Musikwissenschaftler
- Erol Keskin (1927–2016), Fußballspieler
- Erdem Kınay (* 1978), Musikproduzent
- Coşkun Kırca (1927–2005), Journalist, Diplomat und Politiker
- Salih Kırmızı (* 1954), Schauspieler
- Furkan Kızılay (* 1990), Schauspieler und Musiker
- Fikret Kızılok (1946–2001), Rockmusiker
- Harun Kolçak (1955–2017), Sänger
- Erkin Koray (1941–2023), Sänger
- Veli Köse (* 1969), Klassischer Archäologe
- Arghyris Kounadis (1924–2011), griechischer Komponist
- Efe Arda Koyuncu (* 2005), Fußballspieler
- Lefter Küçükandonyadis (1925–2012), Fußballspieler
- Baykal Kulaksızoğlu (* 1983), schweizerisch-türkischer Fußballspieler
- Orhan Kural (1950–2020), Mineraloge und Autor
- Yaşar Kurt (* 1968), Rockmusiker
- Caner Kurtaran (* 1978), Schauspieler
- Burak Kut (* 1973), Sänger

### L
- Thomas Laqueur (* 1945), amerikanischer Kultur- und Wissenschaftshistoriker
- Mario Levi (1957–2024), Autor und Journalist
- Yonca Lodi (* 1974), Popmusikerin
- Berat Luş (* 2007), Fußballspieler

### M
- Garo Mafyan (* 1951), Musiker
- Perihan Mağden (* 1960), Journalistin und Schriftstellerin
- Etyen Mahçupyan (* 1950), armenisch-türkischer Journalist
- Damla Makar (* 1996), Schauspielerin
- Barış Manço (1943–1999), Sänger und Entertainer
- Cyril Mango (1928–2021), britischer Byzantinist
- Nikos Manoussis (* 1923), griechischer Grafiker und Übersetzer
- Arif Mardin (1932–2006), Musikproduzent
- Petros Markaris (* 1937), griechischer Schriftsteller
- Gençay Menge (* 1989), Tischtennisspieler
- Umut Meraş (* 1995), Fußballspieler
- İlhan Mimaroğlu (1926–2012), Musikjournalist und Komponist
- Mirkelam (* 1966), Sänger
- Mesrop II. Mutafyan (1956–2019), Erzbischof und Patriarch der Armenischen Apostolischen Kirche in Konstantinopel

### N
- Adile Naşit (1930–1987), türkisch-armenische Komödiantin des türkischen Films
- Ali Nesin (* 1956), Mathematiker
- Nilüfer (* 1955), Sängerin
- Serpil Nur (* 1958), Schauspielerin
- Özdemir Nutku (1931–2019), Theaterwissenschaftler, Autor und Regisseur

### O
- Mehmet Oğuz (1949–2022), Fußballspieler
- Orhan Okan (* 1969), deutscher Schauspieler
- Ibrahim Okyay (* 1969), Rennfahrer
- Zuhal Olcay (* 1957), Sängerin und Schauspielerin
- Aras Ören (* 1939), in Deutschland lebender türkischstämmiger Schriftsteller
- Serdar Ortaç (* 1970), Sänger und Musikproduzent
- Tuna Ötenel (* 1947), Jazzmusiker
- Coşkun Özarı (1931–2011), Fußballspieler und -trainer
- Merve Özbey (* 1988), Sängerin
- Sami Özer (* 1950), Sänger der klassischen türkischen und mystischen Musik
- Atakan Özkaya (* 1998), Schauspieler
- Özge Özpirinçci (* 1986), Schauspielerin
- Ferzan Özpetek (* 1959), Filmregisseur und Drehbuchautor
- Arzu Öztürk (1966–2016), Bauforscherin
- Can Özüpek (* 1996), Dreispringer

### P
- Orhan Pamuk (* 1952), Schriftsteller
- Berat Efe Parlar (* 2004), Schauspieler
- Hakan Peker (* 1961), Sänger
- Ajda Pekkan (* 1946), Sängerin und Schauspielerin
- Semiramis Pekkan (* 1948), Sängerin und Schauspielerin
- Rosie Pinhas-Delpuech (* 1946), türkisch-französische Schriftstellerin und Übersetzerin
- Akif Pirinçci (* 1959), deutsch-türkischer Krimi-Schriftsteller

### R
- Reynmen (* 1995), Sänger und Vlogger

### S
- Serdar Saatçı (* 2003), Fußballspieler
- Melike Şahin (* 1989), Musikerin
- Nuran Şahin (* 1948), Klassische Archäologin
- Gizem Saka (* 1978), Künstlerin und Wirtschaftswissenschaftlerin
- Naziha Salim (1927–2008), irakische Malerin, Hochschullehrerin und Autorin
- Yeşim Salkım (* 1968), Sängerin und Schauspielerin
- Şevval Sam (* 1973), Sängerin und Schauspielerin
- Mustafa Sandal (* 1970), Musiker
- Erol Sander (* 1968), deutscher Schauspieler türkischer Herkunft
- Şanışer (* 1987), Rapper
- Şafak Sarıçiçek (* 1992), deutschsprachiger Schriftsteller
- Seda Sayan (* 1962), Sängerin und Moderatorin
- Mustafa Hamdi Sayar (* 1958), Althistoriker und Epigraphiker
- Ergican Saydam (1929–2009), Pianist und Musikwissenschaftler
- Saam Schlamminger (* 1966), Musiker
- Giovanni Scognamillo (1929–2016), Filmkritiker und Schauspieler
- Ece Seçkin (* 1991), Sängerin
- Deniz Seki (* 1970), Sängerin
- Pinar Selek (* 1971), Friedensaktivistin
- Sinan Selen (* 1972), deutscher Verwaltungsjurist und Vizepräsident des BfV
- Ziya Şengül (1944–2023), Fußballspieler, -trainer und -funktionär
- Serhat (* 1964), Sänger und Moderator
- Tuna Serim (* 1950), Journalistin, Fernseh- und Radio-Moderatorin, Roman- und Drehbuchautorin
- Simge (* 1981), Sängerin
- Aleyna Şirin (* 2001 oder 2002), Schauspielerin und Model
- Ali Sofuoğlu (* 1995), Karateka
- Serdar Somuncu (* 1968), deutscher Schauspieler und Regisseur
- Bilal Sonses (* 1989), Sänger
- Süleyman Soylu (* 1969), türkischer Politiker
- Melisa Sözen (* 1985), Schauspielerin
- Nadide Sultan (* 1976), Sängerin und Schauspielerin
- Suat Suna (* 1975), Sänger

### T
- Cüneyt Tanman (* 1956), Fußballspieler
- Tuğberk Tanrıvermiş (* 1989), Fußballtrainer
- Seta Tanyel (* 1947), Konzertpianistin
- Baha Targün (1943–2020), Journalist und Autor
- Bahadır Tatlıöz (* 1976), Musiker
- Okay Temiz (* 1939), Jazz- und Fusionmusiker
- Gökhan Tepe (* 1978), Musiker
- Behice Tezçakar Özdemir (* 1979), Historikerin und Autorin
- Erdoğan Teziç (1936–2017), Rechtswissenschaftler und ehemaliger Präsident des Hochschulrates (YÖK)
- Sabri Tuluğ Tırpan (* 1970), Pianist, Komponist
- Zuhal Topal (* 1975), Schauspielerin und Fernsehmoderatorin
- Jeyan Mahfi Tözüm (1928–2023), Schauspielerin und Synchronsprecherin
- Abdullah Tuğluk (* 1999), Hindernisläufer
- Onno Tunç (1948–1996), Musiker, Komponist und Arrangeur
- Arto Tunçboyacıyan (* 1957), Fusion- und Weltmusiker
- Arda Turan (* 1987), Fußballspieler
- Cevahir Turan (* 1988), Schauspielerin
- Derya Türkan (* 1973), Interpret klassischer türkischer Musik
- Gökhan Türkmen (* 1983), Sänger
- İlter Türkmen (1927–2022), Diplomat und Politiker
- Hedo Türkoğlu (* 1979), Basketballspieler
- Ferit Tüzün (1929–1977), Komponist und Dirigent
- Sibel Tüzün (* 1971), Popsängerin
- Tolga Tüzün (* 1971), Pianist, Komponist und Interpret elektroakustischer Musik

### U
- Uğur Uçar (* 1987), Fußballspieler
- Özkan Uğur (1953–2023), Schauspieler und Musiker
- Pelin Uluksar (* 1994), Schauspielerin
- Çağatay Ulusoy (* 1990), Schauspieler und Model
- Uzi (* 1998), Rapper
- Emrecan Uzunhan (* 2001), Fußballspieler

### V
- Recep Vardar (* 1967), deutscher Künstler und Kurator
- Anestis S. Veletsos (1927–2018), US-amerikanischer Ingenieurwissenschaftler
- Johannes Vennekamp (* 1935), deutscher Künstler
- Nilüfer Verdi (* 1956), Jazzmusikerin

### Y
- Yalın (* 1980), Sänger
- Aytaç Yalman (1940–2020), General
- Arzu Yanardağ (* 1977), Schauspielerin und Model
- Hande Yener (* 1973), Popsängerin
- Aşkın Nur Yengi (* 1970), Popsängerin
- Erol Yesilkaya (* 1976), deutsch-türkischer Drehbuchautor
- Mesut Yılmaz (1947–2020), Politiker und Ministerpräsident der Türkei
- Salih Yoluç (* 1995), Autorennfahrer
- Uğur Yücel (* 1957), Schauspieler, Kabarettist, Filmregisseur und -produzent
- Hamiyet Yüceses (1915–1996), Sängerin

### Z
- Yılmaz Zafer (1956–1995), Schauspieler
- Garbis Zakaryan (1930–2020), Boxer
- Lévon Zékian (* 1943), armenisch-katholischer Bischof, Apostolischer Administrator von Istanbul
- Dieter Zetsche (* 1953), Vorstandsvorsitzender der Daimler AG